# Derme

A : épiderme
B : derme
C : Hypoderme

Le derme est un tissu de type conjonctif formant la peau avec l'épiderme. Son épaisseur est variable selon les régions corporelles mais elle peut atteindre un millimètre.
On distingue usuellement le derme papillaire jouxté à la jonction dermo-épidermique, le derme réticulaire et le derme profond.
Son caractère conjonctif vient de sa composition :
- macromolécules de type protéique, en particulier fibres de collagène, d'élastine et de fibronectine conférant à la peau souplesse, élasticité et assise ;
- mucopolysaccharides, sorte de gel dans lequel baignent les macromolécules. Ce « gel » est formé de glycosaminoglycanes, protéines qui, à la manière d'une éponge, vont capter l'eau dans le derme et ainsi agir comme réservoir d'hydratation ;
- diverses cellules dont les fibroblastes (cellule participant à la synthèse des macromolécules) et les cellules du système immunitaire (lymphocytes, mastocytes, macrophages tissulaires).

Le derme est irrigué par le sang (système sanguin en candélabre). Il prend en charge la nutrition de l'épiderme par diffusion. 
Ses fibres protéiques font de lui une véritable assise pour l'épiderme dont le vieillissement est à l'origine de l'apparition des rides et autres signes du vieillissement cutané.
Outre son rôle nutritif, le derme joue également un rôle primordial dans la thermorégulation et dans la cicatrisation ainsi que dans l'élimination de produits toxiques (par la sueur qui contient de l'urée).
C'est dans cette couche de la peau que l'encre d'un tatouage est injectée.